# Optimum climatique romain
Pour les articles homonymes, voir Optimum climatique.
L'optimum climatique romain est une période de climat inhabituellement chaud en Europe et dans l'Atlantique nord, qui court d'environ 250 av. J.-C. à 400 apr. J.-C.
Théophraste (371 – c. 287 av. J.-C.) écrivait que les dattiers pouvaient pousser en Grèce s'ils étaient plantés, mais qu'ils ne pouvaient donner de fruits. C'est le cas aujourd'hui, ce qui suggère que les températures estivales moyennes de l'Égée méridionale aux IVe et Ve siècles av. J.-C. se situaient à un niveau comparable au niveau actuel. Ceci, ainsi que d'autres indications littéraires de l'époque, confirment que le climat grec était alors fondamentalement le même que celui de l'an 2000. Des preuves dendrochronologiques, trouvées au Parthénon, montrent une variabilité du climat au Ve siècle av. J.-C. qui ressemble au modèle moderne de variation.
Des anneaux de croissance d'arbres d'Italie au IIIe siècle av. J.-C. indiquent des conditions climatiques « douces » à l'époque où Hannibal traverse les Alpes avec ses éléphants (218 av. J.-C.).
Le refroidissement à la fin de la période dans le sud-ouest de la Floride est peut-être dû à une réduction de l'irradiation solaire, ce qui aurait déclenché un changement dans le mode de circulation atmosphérique.
L'expression en langue anglaise Roman Warm Period (littéralement « période chaude romaine ») apparaît en 1995 dans une thèse de doctorat, puis est popularisée par un article du journal Nature en 1999.
Une analyse de 2019 indique que cette période, ainsi que d'autres périodes préindustrielles plus chaudes ou plus froides telles que le « petit âge glaciaire » et l'« optimum climatique médiéval », étaient des phénomènes régionaux, et non des épisodes planétaires.

## Indicateurs

### Pollen
Une analyse à haute résolution du pollen contenu dans un échantillon provenant de Galice conclut, en 2003, que l'optimum climatique romain a duré de 250 av. J.-C. à 450 apr. J.-C. dans le nord-ouest de la péninsule ibérique.

### Glaciers
En 1986, une analyse des glaciers alpins permet de conclure que la période 100 av. J.-C. à 400 apr. J.-C. est significativement plus chaude que les périodes immédiatement antérieures et ultérieures.
Des artefacts, retrouvés lors du retrait du glacier de Schnidejoch, sont considérés comme des preuves d'optimums climatiques (climats chauds) à l'âge du bronze, à l'époque romaine et à l'époque médiévale.

### Sédiments de fonds océaniques
En 1999, une reconstruction des flux de la circulation océanique, fondée sur la granularité des sédiments océaniques profonds, permet de confirmer une « période chaude romaine », qui culmine vers 150 apr. J.-C.

### Coquilles de mollusques
En 2010, une analyse des isotopes de l'oxygène dans des coquilles de mollusques islandais permet de déceler une période chaude allant de 250 av. J.-C. à 40 apr. J.-C.

### Note
1. ↑  « La période chaude romaine, bien qu'il ait été suggéré qu'elle était en partie responsable des progrès de la civilisation, avait également un côté dangereux[trad 1]. »

### Citation originale
1. ↑  (en) « The Roman warm period though it has been suggested was responsible in part for advances in civilization, also had a dangerous side. »